# Francesco Colasuonno

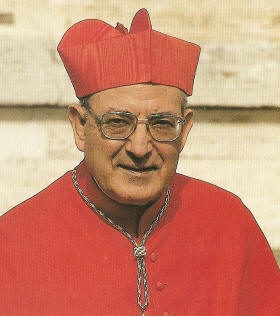
Francesco Kardinal Colasuonno

Francesco Kardinal Colasuonno (* 2. Januar 1925 in Grumo Appula, Provinz Bari, Italien; † 31. Mai 2003 ebenda) war ein italienischer Geistlicher und Apostolischer Nuntius in Italien und San Marino.

## Leben
Colasuonno besuchte das Priesterseminar von Bari und empfing am 28. September 1947 das Sakrament der Priesterweihe. Er studierte an der Universität Bari und der Päpstlichen Universität Gregoriana. Francesco Colasuonno promovierte in Katholischer Theologie und kanonischem Recht. Später trat er in den diplomatischen Dienst des Heiligen Stuhls ein. Papst Paul VI. verlieh ihm am 21. Juni 1963 den Ehrentitel Überzähliger Geheimkämmerer Seiner Heiligkeit (Monsignore) und am 17. Oktober 1971 den Titel Ehrenprälat Seiner Heiligkeit.
Am 6. Dezember 1974 ernannte ihn Paul VI. zum Titularerzbischof von Truentum und Apostolischen Delegaten in Mosambik. Die Bischofsweihe spendete ihm der Erzbischof von Neapel, Corrado Kardinal Ursi, am 9. Februar 1975; Mitkonsekratoren waren die späteren Kardinäle Duraisamy Simon Lourdusamy und Anastasio Alberto Ballestrero. In den folgenden Jahren war er zunächst Apostolischer Pro-Nuntius in Simbabwe (1981–85) und Jugoslawien (1985–86), später Apostolischer Nuntius in Polen (1986–1990), Apostolischer Delegat in der Russischen Föderation (1990–1994) sowie Apostolischer Nuntius in Italien (1994–1998) und San Marino (1995–1998).
Vor dem und während des Endes des Realsozialismus in Osteuropa war Colasuonno von Polen aus auch für andere sozialistische Staaten wie die Tschechoslowakei zuständig, wo die katholische Kirche starken Repressalien und Überwachung ihrer Priester ausgesetzt war. Dennoch gelang es, dass die Kommunisten den drei Bischofsweihen am 11./12. Juni 1988 zustimmten, bei denen Colasuonno Haupt- oder Mitkonsekrator war: Jan Lebeda, Antonín Liška, Ján Sokol. Im August und September 1989 weihte er ferner František Vaňák, Josef Koukl und František Tondra.
Ferner weihte er in oder für Osteuropa die Bischöfe Gheorghi Ivanov Jovcev (Bulgarien, Juli 1988), Tadeusz Kondrusiewicz (Belarus, Oktober 1989), György-Miklós Jakubínyi (Rumänien, April 1990), Pál Reizer (Rumänien, Mai 1990), John Bukovsky (Rumänien, Oktober 1990), Jan Purwiński (Ukraine, März 1991), Jan Pawel Lenga (Kasachstan, Mai 1991), Jānis Pujats (Lettland, Juni 1991), Joseph Werth (Russland, Juni 1991), Jānis Bulis (Lettland, Juni 1991).
Papst Johannes Paul II. nahm Colasuonno am 21. Februar 1998 als Kardinaldiakon mit der Titeldiakonie Sant’Eugenio in das Kardinalskollegium auf.
Kardinal Colasounno starb am 31. Mai 2003 in Grumo Appula und wurde in der dortigen Pfarrkirche beigesetzt.